# نزوح مريم
نزوح مريم رواية للروائي السوري محمود حسن الجاسم. صدرت الرواية لأوّل مرة عام 2015 عن دار التنوير للطباعة والنشر في بيروت. ودخلت في القائمة الطويلة للجائزة العالمية للرواية العربية لعام 2016، المعروفة باسم «جائزة البوكر العربية».

## حول الرواية
«إليك يا مريم أدون الحكاية... ستقرئين الحكاية حتى تعرفي وتنقلي ما جرى لنا بصدق». بهذا المفتتح يروي الكاتب السوري «محمود حسن الجاسم» في هذه الرواية، الحكاية التي ترويها «سارة طوني جبور»، مدرسة اللغة الإنكليزية التي تنتقل إلى مزرعة قرب مدينة الرقّة السورية لتمضي فترة التدريس في الريف. لتصبح هناك «المحرداوية» التي يعشقها المهندس «هاشم الحسين» مدير المزرعة. بعد ولادة ابنتها «مريم» تجتاح مجموعات أصولية سلفية مدينة الرقّة وتأخذ الزوج. ولم تجد سارة، المسيحية المتزوجة من مسلم، حلا سوى الهرب إلى قرية أهلها، حيث تجد أن الشبيحة يسيطرون على تلك المنطقة. تضيق الدنيا بسارة وابنتها المريضة، وتحمل ابنتها نحو ذلك المجهول الذي يسيطر عليه مهرّبون لا يعرفون الرحمة. وعبر لبنان وسوريا وتركيا نتعرف إلى رحلة الخوف التي يواجهها النازحون. تدوّن سارة سيرة الفرح والسعادة بحياتها مع زوجها، وسيرة العذاب والألم بعد غيابه، تدوّنها لطفلتها مريم خوفًا من تشويه حقيقة حياة أسرتها.

## الراوي وطريقة السرد
الراوي في النص هو سارة، الشخصية الرئيسية التي تروي القصة من زاويتها الخاصة. وهي تقوم بملاحظة الأحداث من موقعها الشخصي ورؤيتها الخاصة لها. وتعتمد في السرد على أسلوب متداخل يجمع بين عرض ماضيها في سرد لاحق وتقديم الأحداث الجارية منذ عام 2011، بداية الحراك السوري. تسجل سارة تلك الأحداث في دفترها بأسلوب يتنقل بين الرسائل والمذكرات، مخاطبةً ابنتها مريم الطفلة. تهدف من خلال ذلك إلى تذكير ابنتها بمعاناتهم، على أمل أن تذكرها عند العودة إلى الوطن وتستمتع بذكريات ياسمينه بعيداً عن مرارة النزوح.

## اقتباسات
“صارت لا تفكر إلا في الأشياء الحزينة كأن لم يكن بداخلها ما يكفيها من الحزن”
“أعيش في وحدة مرعبة مثل طائر وقع في شباك مهجور”
“يمر الوقت باردًا برودة قاسية تتسرب إلى العظام”